# Smirnych
Smirnych (in russo Смирных?; prima del 1946 Keton, in giapponese 気屯?) è un insediamento di tipo urbano della Russia asiatica situato nell'Estremo Oriente Russo, nell'oblast' di Sachalin. È il centro amministrativo del distretto Smirnychovskij.
Si trova sull'isola di Sachalin, nella valle del fiume Poronaj, 363 km a nord di Južno-Sachalinsk, il capoluogo dell'oblast'.